# Мир движется вперёд
«Мир движется вперёд» (англ. The World Moves On) — кинофильм режиссёра Джона Форда, вышедший на экраны в 1934 году. В ленте используются сцены сражений из французского фильма «Деревянные кресты» (1919). Первый фильм, получивший прокатный сертификат в соответствии с кодексом Хейса. Картина получила специальную рекомендацию на 2-м Венецианском кинофестивале.

## Сюжет
В 1825 году в Новом Орлеане представители семей Жирар и Уорбёртон, занимающихся хлопковым бизнесом, собираются вместе, чтобы отдать дань памяти скончавшемуся патриарху. Они дают торжественную клятву, что будут продолжать начатое дело несмотря ни на что, ибо семья — самое главное. Спустя почти 90 лет бизнес процветает как никогда, а представители разросшегося семейства живут во всех ведущих странах Европы — Великобритании (Уорбёртоны), Франции (Жирары) и Германии (фон Герхардты). В начале 1914 года семейство собирается в Дюссельдорфе на свадьбу немецкого отпрыска барона фон Герхардта с кузиной из французских Жираров. Другой немецкий кузен — Эрик — должен жениться на Мэри Уорбёртон, однако та влюблена в его американского родственника Ричарда Жирара. Летом начинается мировая война, и многочисленные представители хлопковой бизнес-империи оказываются по разные стороны линии фронта...

## В ролях
- Мэдлин Кэрролл — миссис Уорбёртон (1825) / Мэри Уорбёртон Жирар (1914)
- Франшо Тоун — Ричард Жирар (1825) / Ричард Жирар (1914)
- Реджинальд Денни — Эрик фон Герхардт, кузен Ричарда
- Зиг Руман — барон фон Герхардт, отец Эрика
- Луиза Дрессер — баронесса фон Герхардт, мать Эрика
- Рауль Рульен — Карлос Жирар (1825) / Анри Жирар (1914)
- Степин Фетчит — Дикси
- Ламсден Хэр — Габриэль Уорбертон (1825) / сэр Джон Уорбертон, отец Мэри (1914)
- Дадли Диггис — мистер Мэннинг, управляющий